# South Yarmouth (Massachusetts)
South Yarmouth es un lugar designado por el censo ubicado en el condado de Barnstable en el estado estadounidense de Massachusetts. En el Censo de 2010 tenía una población de 11.092 habitantes y una densidad poblacional de 548,28 personas por km².

## Geografía
South Yarmouth se encuentra ubicado en las coordenadas 41°40′2″N 70°12′3″O / 41.66722, -70.20083. Según la Oficina del Censo de los Estados Unidos, South Yarmouth tiene una superficie total de 20.23 km², de la cual 18.02 km² corresponden a tierra firme y (10.95%) 2.21 km² es agua.

## Demografía
Según el censo de 2010, había 11.092 personas residiendo en South Yarmouth. La densidad de población era de 548,28 hab./km². De los 11.092 habitantes, South Yarmouth estaba compuesto por el 92.12% blancos, el 2.41% eran afroamericanos, el 0.35% eran amerindios, el 1.27% eran asiáticos, el 0.01% eran isleños del Pacífico, el 1.88% eran de otras razas y el 1.96% pertenecían a dos o más razas. Del total de la población el 2.87% eran hispanos o latinos de cualquier raza.